# Pamela Jiles
Pamela Theresa "Pam" Jiles (ur. 10 lipca 1955 w Nowym Orleanie) – amerykańska lekkoatletka specjalizująca się w biegach sprinterskich, uczestniczka letnich igrzysk olimpijskich w Montrealu (1976), srebrna medalistka olimpijska w biegu sztafetowym 4 × 400 metrów.

## Sukcesy sportowe
- halowa mistrzyni Stanów Zjednoczonych w biegu na 200 metrów – 1976[1]
- brązowa medalistka mistrzostw Stanów Zjednoczonych w biegu na 200 metrów – 1975

| Rok  | Miasto   | Zawody                   | Konkurencja                                    | Wynik                     |
| ---- | -------- | ------------------------ | ---------------------------------------------- | ------------------------- |
| 1975 | Meksyk   | Igrzyska panamerykańskie | bieg na 100 m sztafeta 4 × 100 m bieg na 200 m | złoty medal srebrny medal |
| 1976 | Montreal | Igrzyska olimpijskie     | sztafeta 4 × 400 m                             | srebrny medal             |

## Rekordy życiowe
- bieg na 100 metrów – 11,31 – Eugene 21/06/1976
- bieg na 200 metrów – 22,81 – Meksyk 16/10/1975
- bieg na 400 metrów – 52,64 – Kingston 13/05/1977